# Lepomis gulosus

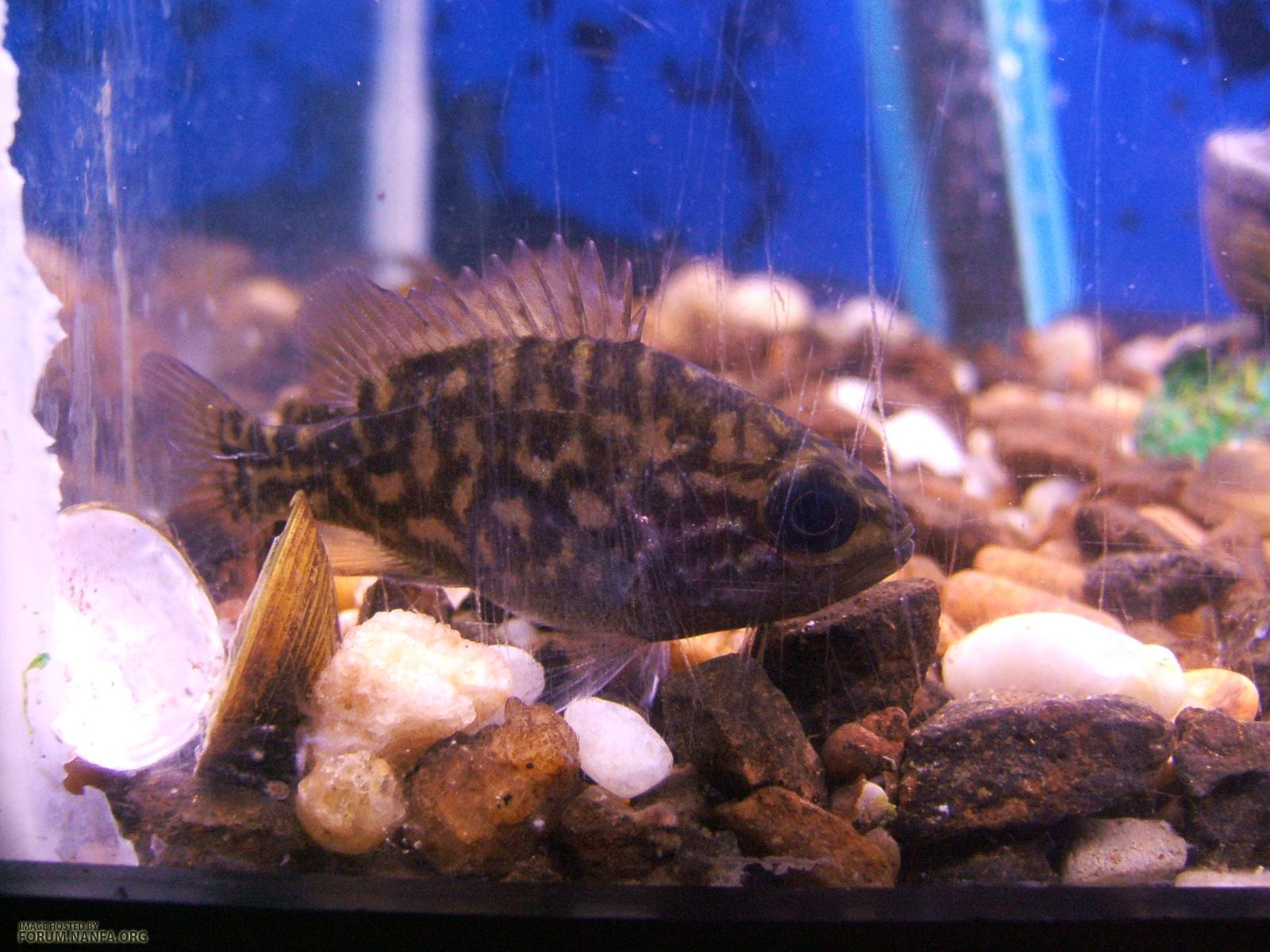
Lepomis gulosus

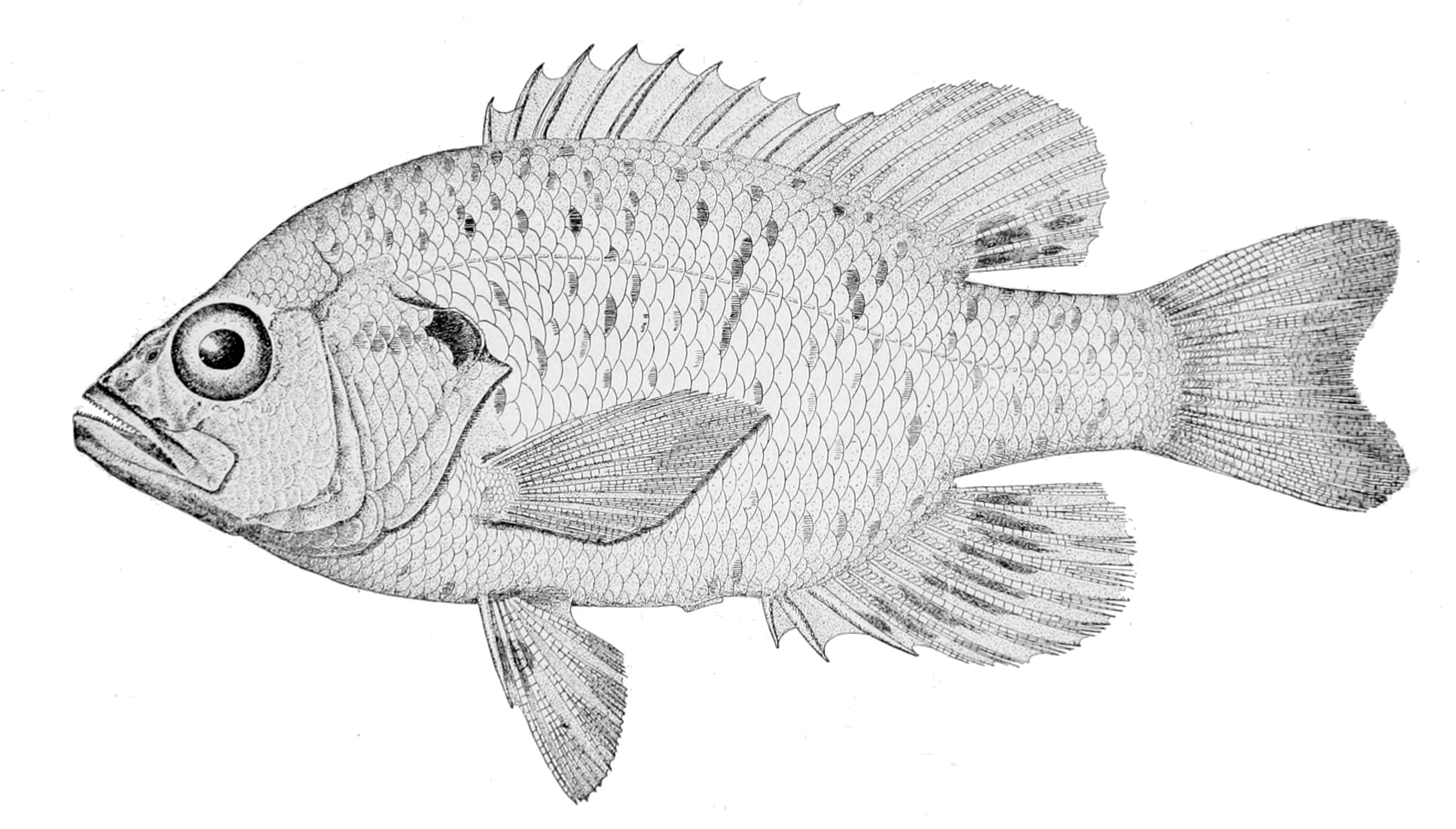
Dibuix de la United States Fish Commission, 1910

Lepomis gulosus és una espècie de peix pertanyent a la família dels centràrquids.

## Descripció
- Pot arribar a fer 31 cm de llargària màxima i 1.110 g de pes.
- Cos comprimit lateralment, lleugerament allargat i oval en secció transversal.
- El dors és de color marró fosc o oliva fosc, els costats groc-marró o oliva, i el ventre marró o groc.
- Els costats mostren taques tènues i fosques, d'altres irregulars i clares, i franges verticals difuses i fosques.
- Boca terminal, grossa i obliqua.
- 3-5 línies fosques projectades cap enrere des dels ulls.
- Les aletes dorsal, caudal i, en menor grau, l'anal tenen taques o punts negres.
- Les aletes pèlviques i pectorals varien de color: de lleugerament pigmentades a fosques.
- Aleta anal amb 3 espines i 8-10 radis.
- Absència d'aleta adiposa.[3][4][5][6]

## Hàbitat
És un peix d'aigua dolça, demersal i de clima temperat (10 °C-20 °C; 46°N-26°N), el qual habita llacs, estanys i pantans amb vegetació i rierols d'aigües lentes.

## Distribució geogràfica
Es troba a Nord-amèrica: les conques dels Grans Llacs d'Amèrica del Nord i del riu Mississipi des de l'oest de Pennsilvània fins a Minnesota i el golf de Mèxic. També és present a les conques fluvials atlàntiques i del golf de Mèxic des del riu Rappahannock (Virgínia) fins al riu Grande (Texas i Nou Mèxic). Ha estat introduït a Mèxic i Puerto Rico (l'any 1916).

## Observacions
És inofensiu per als humans.